# Sauerländer Wanderhändler
Bei den Sauerländer Wanderhändlern handelte es sich um Personen, die ihren Lebensunterhalt mit dem Handel verschiedener Waren in teilweise weit von der Heimat gelegenen Handelsgebieten bestritten. Das Gewerbe bildete sich im 16. Jahrhundert heraus. Während des 19. Jahrhunderts begann seine Bedeutung immer stärker nachzulassen, bis es in der ersten Hälfte des 20. Jahrhunderts vollständig verschwand. Am Anfang stand der Handel mit groben Holz-, Eisen- und Stahlwaren aus der engeren Region. Seit dem 18. Jahrhundert kam der Vertrieb von Holzwaren aus Wittgenstein und hochwertigen Eisen- und Stahlwaren aus der Grafschaft Mark und dem Bergischen Land hinzu. Insbesondere im Sensenhandel hatten die Sauerländer Wanderhändler zeitweise fast eine Monopolstellung inne.

## Räumliche und begriffliche Abgrenzung
Das Phänomen der Sauerländer Wanderhändler bezog sich im Wesentlichen auf das obere Sauerland mit Ausdehnung auf Nachbargebiete in der früheren Grafschaft Wittgenstein und der Grafschaft Waldeck. In den Quellen und Literatur werden neben der Bezeichnung „Wanderhändler“ teilweise auch die Begriffe „Handelsleute“, „Handelsmänner“, „Kramer“, „Krämer“, „Hausierer“ und „Hausierhändler“ genannt. Gemeint sind in allen Fällen Händler, die im Direktvertrieb mit Privatkunden in Erscheinung traten. Damit unterscheiden sie sich vom Typus des „Kaufmanns“, „Kaufhändlers“ oder „Grossisten.“ Diese verfügten über stehende Geschäfte oder traten als Lieferanten für die Handelsleute auf. Die Abgrenzungen sind typologisch; Übergänge in beiden Richtungen waren möglich. Vom üblichen innerregionalen Hausierhandel, den es im Sauerland auch gegeben hat, grenzt sich der Wanderhandel durch seine überregionalen Handelsschwerpunkte ab.

## Rahmenbedingungen

### Wirtschaftsgeographische Bedingungen
Das obere Sauerland umfasst das Flussgebiet der oberen Ruhr und Lenne bis Meschede im Nordwesten bzw. Schmallenberg im Südwesten. Im Süden bildet der Kamm des Rothaargebirges die Grenze. Im Osten ist es die heutige Landesgrenze zwischen Nordrhein-Westfalen und Hessen bis etwa auf die Höhe von Olsberg. Historisch betrachtet umfasst das obere Sauerland im Wesentlichen das alte Amt Medebach und den so genannten Grund Assinghausen (vor 1800) beziehungsweise den südlichen Teil des alten Kreises Brilon (nach 1815).

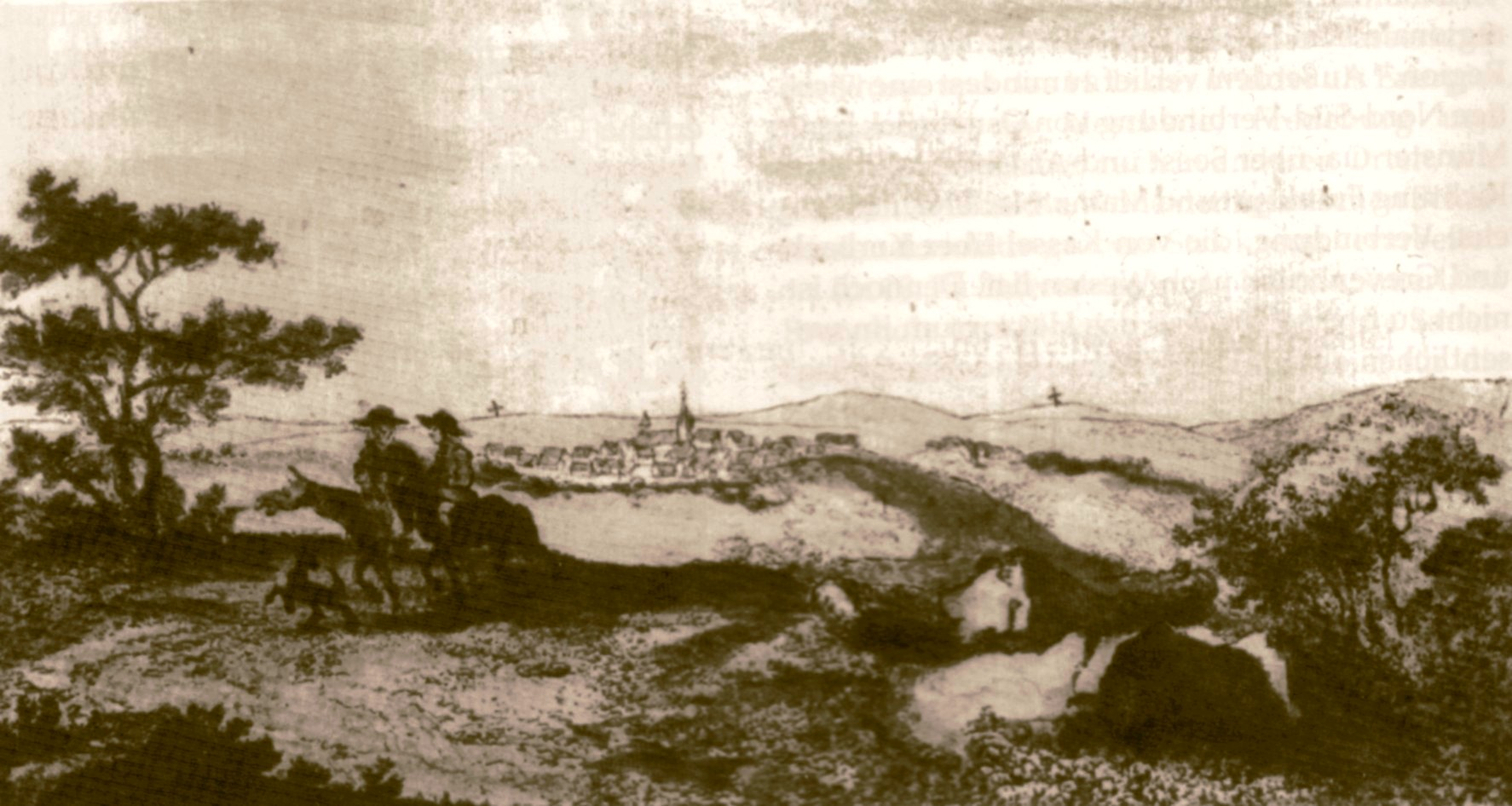
Winterberg um 1800. Die Abbildung zeigt nach der Abholzung der Wälder insbesondere für die Köhlerei eine heideartige Landschaft

Es handelt sich hier um das höchstgelegene Gebiet des Sauerlandes und Westdeutschlands. Alle Orte liegen mehr als 400 Meter über dem Meeresspiegel, einige sind sogar über 700 Meter hoch gelegen. Das Gebiet ist recht unfruchtbar: wenig ertragreiche Schieferböden, tief eingeschnittene Täler, ein niederschlagreiches Klima und kurze Vegetationsperioden kennzeichnen die Landschaft.
Die Besiedlung ist aufgrund dessen bis ins 20. Jahrhundert sehr gering geblieben. Die Siedlungen bestehen überwiegend aus Dörfern in schützender Tallage. Daneben gibt es die Kleinstädte Winterberg, Hallenberg und Medebach.
Das Gebiet war zumeist auf sich allein gestellt. Seine wirtschaftliche Potenz war recht gering. Eine wirtschaftliche Förderung fand bis ins 19. Jahrhundert so gut wie gar nicht statt. Die Straßen befanden sich ebenfalls bis in diese Zeit in einem extrem schlechten Zustand.

### Einnahmequellen vor Ort
Noch gegen Ende des 19. Jahrhunderts konnten 88 % der landwirtschaftlichen Betriebe im Kreis Brilon ihre Besitzer nicht ernähren – im Vergleich zu 69 % im gesamten Königreich Preußen. Der Boden gestattete im Wesentlichen nur den Anbau von Hafer, Weizen gedieh gar nicht und Roggen und später Kartoffeln nur schlecht. Ein wichtiger Grund lag neben den ungünstigen geographischen Voraussetzungen darin, dass die kleinbäuerlichen Betriebe überwogen. Dies zwang ihre Besitzer zu Nebentätigkeiten. Dabei konnte sich das Verhältnis auch schon einmal umkehren und die Landwirtschaft zum Nebenerwerb werden. Eine soziale Differenzierung zwischen Kleinbauern und Tagelöhnern beziehungsweise Personen ohne festen Beruf blieb somit weitgehend aus. Es bildeten sich in den Dörfern vielfach ortstypische Beschäftigungszweige heraus, wie etwa Fuhrunternehmungen, Nagelschmieden, Holzwarenherstellung und eben auch der Hausierhandel.

### Rechtliche und soziale Stellung der Bevölkerung
Persönlich waren die Bauern im oberen Sauerland in der Mehrzahl frei. Das gilt natürlich durchgängig für die Bevölkerung in den Städten. Der Wechsel vom Land in die Stadt war von daher kaum behindert, und vielfältige verwandtschaftliche Beziehungen bestanden miteinander. Das Anerbenrecht wurde seit dem Spätmittelalter durch die Realteilung zurückgedrängt, als es infolge der Wüstungsbildung mehr Land gab als bewirtschaftet werden konnte. In dieser Zeit wanderten so viele Menschen vom Land in die drei Kleinstädte, dass bald die Hälfte der Bevölkerung des Amtes Medebach dort lebte. Als dann die Bevölkerung in der frühen Neuzeit bis zum Dreißigjährigen Krieg und dann etwa ab 1700 wieder stark zunahm, führte die Realteilung dazu, dass das ohnehin schon wenig ertragreiche Land immer weniger zum Lebensunterhalt beitragen konnte. Im Ergebnis waren etwa ab dem 18. Jahrhundert die kleinbäuerlichen Betriebe die mit Abstand vorherrschenden landwirtschaftlichen Betriebsformen.
Zwischen den Bauern gab es kaum erkennbare soziale Unterschiede. Die anfangs noch bestehenden Abgrenzungen zwischen reicheren Bauern und Kleinbauern verwischten sich durch die schweren Kriegslasten im 17. und 18. Jahrhundert immer mehr, da die „Großbauern“ höhere Lasten als die übrigen Bauern aufgebürdet bekamen.
Im 18. Jahrhundert nahm die Bevölkerung stark zu und damit auch die Zahl der Beilieger. Sehr oft waren dies nachgeborene Bauernsöhne, die keinen eigenen Hof mehr zum Bewirtschaften besaßen. Sie waren gezwungen, andere Tätigkeiten zu ergreifen. Oft genug waren sie hiermit wirtschaftlich erfolgreicher als diejenigen, die überwiegend mit der Landwirtschaft ihren Lebensunterhalt verdienten. Hierzu kam, dass Grundbesitz oft steuerlich schwerer belastet wurde als Einkommen aus Handwerk oder Handel. Das trug dazu bei, dass die sozialen Unterschiede in der ländlichen Bevölkerung nicht sonderlich ausgeprägt waren – anders als etwa im fruchtbaren Münsterland.
Im oberen Lennetal war es zudem üblich, den Hof an die älteste Tochter zu vererben. So waren die Söhne von vornherein gezwungen, sich woanders ihren Lebensunterhalt zu suchen. Dies führte zu einer ausgeprägt hohen Mobilität der Menschen.

## Situation und Entwicklung des Sauerländer Wanderhandels

### Allgemeine Entwicklung des Wanderhandels
Zwar lassen sich im Spätmittelalter insbesondere im 14. Jahrhundert eine nicht unbeträchtliche Fernhandeltätigkeit nachweisen. Medebach und Winterberg waren zusammen mit Brilon als Vorort Mitglied der Hanse. Aber bereits im 15. Jahrhundert ließ diese Handelstätigkeit nach. Während sich Medebach und Hallenberg zu Ackerbürgerstädten entwickelten, gab es in Winterberg eine Kontinuität des Handels. Ein Grund dafür waren die schlechten landwirtschaftlichen Verhältnisse in diesem Gebiet.
Nicht mit Sicherheit steht fest, mit welchen Waren erstmals gehandelt wurde. Es gibt Hinweise, wonach sowohl Holz- als auch Eisenwaren die Handelsgegenstände waren, mit denen die Händler erstmals auf Wanderschaft gingen. Der Beginn des Wanderhandels lässt sich nicht genau datieren. Erste Quellenbelege hierzu stammen aus dem 16. Jahrhundert. Unklar ist, ob der Übergang vom Fernhandel zum Wanderhandel nahtlos erfolgte, ob parallel beide bestanden oder ob der Fernhandel unterging, und der Wanderhandel mit einer zeitlichen Unterbrechung dazu aufgenommen wurde.
Über die Anfänge und Entwicklung des eigentlichen Wanderhandels gibt es keine Quellenbelege. In der Mitte des 18. Jahrhunderts hatte er jedoch einen beachtlichen Umfang erreicht. In Grönebach waren etwa 70 % der männlichen Bevölkerung Hausierer oder dienten diesen als Handelsknechte. In Hildfeld waren es 50 % und in Niedersfeld 40 %. Gegen Ende des 18. Jahrhunderts ging der Handel als Folge der Koalitionskriege und politischen Veränderungen stark zurück und viele Händler mussten ihr Gewerbe aufgeben. Gleichwohl berichtete um 1800 ein Reisender für die neuen hessisch-darmstädtischen Landesherrn über Winterberg vor dem Hintergrund der schlechten ackerbaulichen Möglichkeiten „Demungeachtet ist der Ort wohlstehend, und treibt einen starken Handel mit Eisen und Eisenwaren. Fast alle Einwohner sind Schmiede, Eisenhändler und Eisenhausierer und der Ort selbst verräth schon dem Fremdlinge, durch sein russiges Aussehen, die Art seines Gewerbes.“ Mit steigender Bevölkerung war der Wanderhandel im 19. Jahrhundert nicht mehr in der Lage den Wohlstand zu erhalten. Allerdings nahm die Zahl der Händler wegen fehlender anderer Erwerbsmöglichkeiten zunächst noch zu. Außerdem stieg mit der wachsenden Bevölkerung auch die Nachfrage, während vor allem auf dem Land eine fehlende Verkehrsinfrastruktur den Besuch der Wanderhändler nötig machte. Im 19. Jahrhundert erreichte der Handel auch den quantitativen Höhepunkt seiner Bedeutung. Im Jahr 1849 zählte die amtliche Statistik im Kreis Brilon 745 Wanderhändler. Davon allein in Winterberg 145. Zehn Jahre später waren dort 167 Personen als Händler tätig. Im Amt Hallenberg waren es 69, im Amt Niedersfeld 136, im Amt Bigge 161, im Amt Thühlen 68, in der Stadt Brilon 35, im Amt Fredeburg 128 und im Amt Schmallenberg 74. Erfasst sind darunter nur die im Inland Handelnden. Hinzu kamen die im Ausland Tätigen. Die Behörden schätzen, dass die allgemeinen Zahlen sich dadurch um etwa 25 % erhöhen würden. Im Amt Medebach gab es 1880 noch 588 im Jahr 1890 nur noch 520 Wanderhändler. Nach 1815 nahm der Wanderhandel im Amt Niedersfeld von Jahr zu Jahr kontinuierlich leicht und zwischen 1840 und 1860 dann stark zu. Danach nahm er allmählich wieder ab, bis er um 1940 fast vollständig unterbrochen wurde und um 1950 endgültig endete.
Eine zentrale Ursache für den Niedergang war, dass auch die ländlichen Regionen als Hauptabsatzgebiete der Wanderhändler zunehmend von der Eisenbahn und anderen Verkehrsmitteln erschlossen wurden. Auch auf dem Land entstanden stehende Geschäfte, die über das ganze Jahr hindurch diejenigen Waren anboten, die bisher die Wanderhändler vertrieben hatten.
Zum Verständnis des Wanderhandels ist die Betrachtung der Herstellung der Waren und ihres Vertriebes wichtig. In der Regel wurden anfangs die Waren in derselben Gegend hergestellt, von wo aus der Vertrieb erfolgte. Im Laufe der Zeit wurden Herstellung und Vertrieb räumlich voneinander getrennt. Der Transport der Waren war darum von einiger Bedeutung. Wie er funktionierte, bis um 1900 die Eisenbahnlinie in erreichbarer Nähe eröffnet wurde, soll weiter unten beschrieben werden.

### Warengruppen

#### Hölzerne Waren
Im 16. Jahrhundert wurden in der Gegend von Nordenau hölzerne Mollen und Schüsseln angefertigt, die von Händlern weiter vertrieben wurden. Ende des 17. Jahrhunderts bezeichnet der Adlige Caspar Christian Vogt von Elspe die Winterberger als „höltzerne Jubilirer“, die „mit höltzeren Wahr gehandelt und sich dieser gestalt ernehret“ hätten. In der Winterberger Kopfsteuerliste von 1717 lassen sich noch zwei Brüder nachweisen, die mit hölzernem Geschirr handelten. Die meisten der Händler jedoch verdienten ihr Geld mit ganz anderen Waren.
Ab der Mitte des 18. Jahrhunderts bezogen die Wanderhändler mehr und mehr ihre Holzwaren aus den benachbarten Gemeinden in der Grafschaft Wittgenstein-Berleburg (Girkhausen, Wunderthausen, Diedenshausen, Alertshausen, Wingeshausen und Wemlighausen). Vor allem den Hausierern aus Fredeburg und Umgebung gelang es, die Hersteller der Holzwaren in wirtschaftliche Abhängigkeit von sich zu bringen. Diese waren so arm, dass sie übers ganze Jahr gezwungen waren, Holzwaren herzustellen. Als die Preise für Holzwaren um 1830 fielen, versuchte man in Fredeburg, eine „mechanische Holzwarenfabrik“ zu errichten. Dies konnte aber den Absatzrückgang nicht mehr aufhalten, so dass auch die Fredeburger Wanderhändler auf andere Waren umstellten, vor allem auf Textilien und auf Feuerschwamm.
Im 19. Jahrhundert konzentrierte sich die Holzwarenherstellung auf das Gebiet um den Kahlen Asten, vor allem auf die sogenannten Höhendörfer, aber auch auf die tiefer gelegenen Dörfer Düdinghausen und Siedlinghausen. Holzwaren waren Löffel, Dosen für Butter, Salz und Kaffee, Butterstecher, Salzmörser, Seifentöpfe, außerdem Gegenstände für den landwirtschaftlichen Bedarf wie Wurfschaufeln und Butterfässer. Hinzu kamen Fasskräne für Gastwirte, Winzer und Brauereien sowie Dosen für Apotheken. Der Verkauf erfolgte lange Zeit ausschließlich durch Sauerländer Wanderhändler. Hauptabsatzgebiet waren die Niederlande.
Etwa ab 1830 ging die Holzwarenproduktion stark zurück, weil „Ersatzartikel“ aus Steingut, Emaille und Blech inzwischen kaum noch teuer waren. Um 1850 wurde nur noch wenig mit Holzwaren gehandelt. Einen Wiederaufschwung gab es noch einmal um 1880, als in Oberkirchen und Siedlinghausen gleich zwei Fabriken entstanden, die die Fabrikation von gedrechselten und gefrästen Holzwaren betrieben. Der Vertrieb erfolgte aber nun nicht mehr durch Handelsmänner, sondern durch Großhandelsfirmen. Vereinzelt gab es im 20. Jahrhundert noch Holzwarenhausierer, die aber durchweg sehr arm waren und nur noch im Sauerland und in benachbarten Gebieten handelten.

#### Eiserne Waren
Seit dem späten Mittelalter lassen sich im oberen Sauerland Eisenverhüttung und Eisenverarbeitung nachweisen. Seit dem Ende des 17. Jahrhunderts begann man im Assinghauser Grund mit der Herstellung kleiner Eisenwaren, wie Scheren, Messern, Äxten, Sensen und vor allem Nägeln in häuslicher Produktion. Diese Gegenstände wurden an Sauerländer Handelsleute verkauft. Zum Teil waren die Nagelschmiede gleichzeitig selbst auch Wanderhändler. Spätestens ab etwa 1830 verschlechterte sich die wirtschaftliche Lage dieser Kleinproduzenten, weil die Herstellung des heimischen Eisens im Vergleich zu Eisen aus England und aus dem Ruhrgebiet nicht mehr konkurrenzfähig war. Das galt anscheinend auch für Eisenprodukte, die fabrikmäßig hergestellt wurden. Dadurch gerieten diese Kleinhersteller immer mehr in wirtschaftliche Not. Dennoch wurden bis um 1940 Nägel im oberen Sauerland hergestellt. Der Schwerpunkt des Gewerbes war Bruchhausen bei Olsberg.
Der Handel mit Eisenwaren war unter den Wanderhändlern der am weitesten verbreitete und wies eine lange Tradition auf. Für das 19. Jahrhundert ist dieser Handel belegbar, vermutlich ist er aber wesentlich älter.
Der Handel mit nicht im näheren Umfeld hergestellten Eisenwaren scheint schon früh begonnen zu haben. Er ist deutlich ausgeprägt ab der Mitte des 18. Jahrhunderts. Anscheinend erfolgte noch bis zu dieser Zeit der Vertrieb der märkischen Sensenproduktion überwiegend durch bergische Kaufleute und danach zunächst durch märkische Kaufleute. Jedenfalls führten die Produzenten den Absatz ihrer Produkte nicht selbst durch. In Verkaufsregistern der Firma Harkort in Hagen tauchen um die Mitte des 18. Jahrhunderts Wanderhändler aus Winterberg als Abnehmer von Sensen und Schneidemessern von der Enneperstraße auf. Um 1780 gibt es zwei Wanderhändler aus Deifeld und Oberschledorn unter den Kunden dieser Firma.
Um 1800 hatten sich Winterberger Handelsleute als Abnehmer von Sensen etabliert. 1835 bezogen fast alle Handelsleute aus dem Sauerland ihre Waren aus den Fabriken der ehemaligen Grafschaft Mark und des Herzogtums Berg, zumeist aus Solingen und dem Raum Hagen. Um diese Zeit wurden anscheinend nur noch Messer mit Hirschhorngriff aus lokaler Produktion aus Schmallenberg von Wanderhändlern vertrieben.
Um die Mitte des 19. Jahrhunderts scheinen sich die Sauerländer Wanderhändler zu den wichtigsten Abnehmern für die Produkte der märkischen Sensenfabriken entwickelt zu haben. Nach und nach entstand eine Abhängigkeit von den Wanderhändlern, die sich bis zum Ende des Jahrhunderts immer mehr steigerte. Ein wichtiger Grund bestand darin, dass die Sensenhersteller aus dem Rheinland und aus Süddeutschland auch Interesse am Vertrieb ihrer Waren durch die Sauerländer Wanderhändler hatten.
Bis um 1850 suchten die Wanderhändler ihre Produzenten zum Vertragsabschluss in ihren Produktionsstätten auf. Danach kamen die Produzenten zu den Wanderhändlern in ihre Heimatorte, um dort zum Vertragsabschluss zu gelangen. Zum wichtigsten „Messeort“ entwickelte sich Winterberg. Man traf sich zur Jakobi-Kirmes (25. Juli), weil um diese Zeit die meisten Handelsleute vor Ort waren. Die Produzenten und ihre Vertreter kamen aus Norddeutschland, der Grafschaft Mark und dem Bergischen Land, aus dem Rheinland, aus Berlin und dem Sophienhammer in Müschede. Die Verhandlungen fanden in einem Zeitraum von drei bis vier Wochen statt. Hierbei gelang es den Händlern aufgrund der großen Konkurrenz, oft sehr gute Einkaufspreise und Konditionen zu erhalten. Neben Winterberg gab es die „Neben-Messeorte“ Assinghausen, Niedersfeld und Siedlinghausen. Hier fanden die Verhandlungen im Winter zwischen Weihnachten und dem 6. Januar (Heilige Drei Könige) statt.
Die Gründung eines Vereins der Sensenhersteller im Jahr 1898 konnte die ungünstige Situation der Produzenten langsam verbessern. Bis 1916 waren fast alle norddeutschen Sensenhersteller dort organisiert. Im Gegenzug gründeten 1911 die Stahlwarenhausierer den „Verein der Sensen- und Stahlwarenhändler des oberen Sauerlandes“. Es kam zum einzigartigen Versuch, durch einen Hausiererstreik wieder zu günstigeren Konditionen zu kommen. Weil nicht alle teilnahmen, war er nur zum Teil erfolgreich. Immerhin verzichteten die Produzenten auf einen weiteren Preisanstieg. Mit den süddeutschen und österreichischen Konkurrenten kam es zu Preisabsprachen.
Nach dem Ersten Weltkrieg versuchten die Sensenfabrikanten, den durch den Krieg stark gebeutelten Handel wieder anzukurbeln, indem sie jedem Handelsmann ein Startkapital von 100 Mark auszahlten, wenn er wieder auf Handel ging. Außerdem gab es einen zinslosen Kredit zum Kauf von Waren. Dennoch setzten sich immer mehr andere Vertriebs- und Versandformen durch. Hierzu trugen die Einrichtung stehender Geschäfte und eine Verbesserung der Verkehrsinfrastruktur erheblich bei. So blieb der Sophienhammer, der seine Produktion noch 1930 zu 75 % über Sauerländer Wanderhändler abwickelte, eher ein Sonderfall.
Die Bedeutung der Winterberger Jakobi-Messe erlosch um diese Zeit. Der Versuch, 1934 eine „Messe“ ins Leben zu rufen, war nur ein untauglicher kurzfristiger Versuch der Nazis, Geschäftsabschlüsse in diesem Bereich besser überwachen zu können. Daneben führten sie ab 1933 weitgehend erfolglos eine Zwangsorganisation der Sensenhändler ein. Kurz vor dem Zweiten Weltkrieg wurden dann alle Vertreterbesuche bei Wanderhändlern untersagt.

#### Textilwaren
Textilwaren bestanden zumeist aus Leinen oder aus Wolle. Für die Herstellung von Leinen war der Anbau von Flachs von Bedeutung, der aber aufgrund der ungünstigen klimatischen Verhältnisse von geringerer Qualität war und gegen Ende des 19. Jahrhunderts nicht mehr angebaut wurde. Schwerpunkte der Leinen-Hausindustrie waren im oberen Sauerland die Gemeinden Bigge und Assinghausen.
Für den Eigenbedarf an Wolle und Wollwaren besaßen überaus viele Bewohner auf den Dörfern und in den Städten eigene Schafe. Einige wenige besaßen auch schon einmal größere Schafherden. In Hallenberg gab es 1662 drei Schäfereien mit insgesamt 1582 Schafen. Hier lassen sich im 17. und 18. Jahrhundert Tuchmacher, Wolltuchmacher und Wollweber nachweisen. In Winterberg handelte 1717 ein Mann mit Wolle und mit Schafen. Hier gab es um 1836 über 600 Schafe. Der Überschuss an Wolle wurde teilweise nach Meschede verkauft, einem Ort mit alter Wollweber-Tradition. Ansonsten wurde Wolle in Heimarbeit vor allem in den Dörfern um Bödefeld, Winterberg und Medebach weiter verarbeitet zu Strümpfen, Westen und Jacken.
Ursprünglich wurden Textilien im oberen Sauerland überwiegend für den Eigenbedarf hergestellt. So nimmt es nicht wunder, dass es im 18. Jahrhundert vom oberen Sauerland ausgehend nur einen geringen Handel mit Textilien gab, die in heimischer Hausindustrie hergestellt wurden. Die entsprechenden Hausierer stammten am Ende des 18. und zu Beginn des 19. Jahrhunderts aus Hildfeld, Niedersfeld und aus Winterberg. Immerhin gab es hier 1784 acht Tuchhändler, von denen fünf als Leintuchhändler ausgewiesen wurden.
Die Produktion von Textilien im oberen Sauerland scheint erst nach 1815 stärker zugenommen zu haben. Teils wurden die Waren in Heimwerkstätten, teils in Fabriken hergestellt. Schnell verbreitete sich der Handel mit Strick- und Wollwaren, denn hiermit eröffneten sich äußerst gewinnbringende Möglichkeiten. Etwa ab 1830 erfuhr der Handel mit Wollwaren (vor allem Strümpfe) einen Aufschwung, und zwar durch Hausierer aus Fredeburg und Umgebung, aus den Dörfern des Ruhrtals und vereinzelt aus Altastenberg. So kauften zum Beispiel Fredeburger Hausierer nach 1830 in der Bödefelder Industrieschule Strümpfe auf. Zum Aufschwung des Textilhandels trug vermutlich auch bei, dass etwa gleichzeitig die Absatzmöglichkeiten für Holzwaren stark zurückgingen. Um diese Zeit entstanden die ersten Strumpfwirkereien in Fredeburg und in Schmallenberg.
Um 1850 begann ähnlich wie bei den Eisenproduzenten der Besuch von Textilfabrikanten bei Sauerländer Handelsleuten. Diese „Messen“ scheinen aber eher so abgelaufen zu sein, dass die Produzenten ihre Warenkollektionen in Gastwirtschaften vorstellten oder die Händler in ihren Privathäusern besuchten. Die Firmenvertreter kamen vor allem aus dem Münsterland, aus dem Rheinland, aus Wuppertal und aus Kassel. Die Konditionen waren für die Händler bis zum Ende des 19. Jahrhunderts sehr günstig.
Ab 1890 entstand lokalen Textilproduzenten eine starke Konkurrenz durch die Strafanstalten, die erheblich kostengünstiger produzieren konnten. Vorübergehend wurde versucht, durch bessere Qualität diese Konkurrenz auszuschalten, allerdings ohne dauerhaften Erfolg. Daneben gab es Konkurrenz aus Sachsen und aus Süddeutschland. Etwa um diese Zeit wurden im oberen Sauerland die Schafhaltung sowie das Weben und das Stricken in Hausproduktion aufgegeben.
Den Händlern hingegen entstand eine auf Dauer vernichtende Konkurrenz durch eine beständige Zunahme der Ladengeschäfte und durch den Versandhandel, der durch den Ausbau des Verkehrs- und Postnetzes ermöglicht und danach immer mehr vereinfacht wurde. Nach dem Ersten Weltkrieg wurden Bestellungen von den Kunden zunehmend per Post und Bahn vorgenommen. Hinzu kam die Einführung eines 10%igen Einfuhrzolls auf Textilien, die die Niederlande im Jahr 1895 einführte und damit das Hauptabsatzgebiet der Sauerländer Handelsleute traf. Viele Textilhändler wechselten daher zum Handel mit Eisenwaren.

#### Sonstige Waren
Um 1776 erfolgte aus dem Amt Medebach heraus der überwiegende Teil des Handels mit Eisenwaren, gefolgt von Textilwaren. Daneben waren Genusswaren (Tabak, Schnupftabak, Kaffee) weit verbreitet. Um diese Zeit lässt sich in Winterberg ein so genannter „Tubackspänner“ nachweisen, ein Produzent von Zigarren und anderen Tabakwaren.
Ab dem 18. Jahrhundert lässt sich Schwamm als Handelsgut nachweisen. Feuerschwamm wurde als Zunder und Wundschwamm als blutstillendes Mittel benutzt. Im 19. Jahrhundert war der Handel hiermit der wichtigste Erwerbszweig in Fredeburg. Die Baumschwamm-Gewinnung erfolgte vor Ort durch die sogenannten „Schwammklöpper“. Bald wurde der Schwamm im Sauerland knapp, so dass er aus Schweden und aus Österreich-Ungarn importiert wurde. Die Verarbeitung erfolgte weiterhin in Fredeburg, der Vertrieb wurde vor allem nach Süddeutschland vorgenommen. Ein deutlicher Rückgang wurde verursacht durch die Einführung der Zündhölzer ab etwa 1840. Aber noch im Jahr 1888 ist eine Fredeburger Schwammverarbeitung nachweisbar.
Bei Kurz- und Kramwaren gab es vor 1830 kaum Wanderhändler. Bis dahin verstand man darunter kleine, billige Artikel wie Zwirn, Band, Knöpfe, Fingerhüte, Bleistifte und Ähnliches. Die Warengruppe nahm seit dem Rückgang des Holzwarenhandels an Bedeutung zu. Ab 1850 kann man die Kombination von groben Eisenwaren und Kramwaren beobachten. Der Einkauf der Kramwaren erfolgte aus großen Städten im Handelsgebiet, wie Berlin, Breslau, Hamburg. Der Begriff „Kramwaren“ wurde um diese Zeit sehr weit gefasst. In einer amtlichen Verfügung von 1840 gehörten dazu alle Waren aus Holz, Bürsten, gedrechselte Waren, Körbe, Siebe, Schnitzwaren, Tabakspfeifen, Spielzeug, Fayencen, Porzellan, irdenes Geschirr, Knöpfe, Messer, Nadeln, Fingerhüte, Bleistifte, Gamaschen und Parfümerien. Diese ausführliche Definition war begründet in der Verringerung der für die anderen Güter üblichen Gewerbesteuer. Die Aufweichung des Begriffs führt allerdings dazu, dass die Entwicklung des Handels bezogen auf diese Produkte im 19. Jahrhundert nur mehr schwer nachvollziehbar ist. Etwa ab 1900 ging der Kramwarenhandel rasch zurück. Kramwaren blieben nur noch Nebenartikel des Textilhandels.
Galanteriewaren waren Mode- und Schmuckwaren (Fächer, Tücher, Finger- und Ohrringe, Broschen, Kämme und ähnliches). Der Handel wurde nach 1904 für Hausierer verboten, weil eine Übervorteilung der Kunden unterstellt wurde.

#### Abgrenzung zu Kaufleuten nach Waren
Peter Höher betrachtet die übrigen Händler nicht als Wanderhändler. Ein wichtiger Unterschied zu den Pferdehändlern bestand vermutlich darin, dass sie mit den Pferden zu Messeorten zogen. Ein wichtiges Gebiet in Norddeutschland, wo die Pferdehändler die Pferde aufkauften, war Friesland. Dort gab es die wertvollsten Pferde in ganz Deutschland. Eine wichtige Pferdemesse war Ebsdorf in Hessen.
Daneben scheint es Kaufleute gegeben zu haben, die das Wohngebiet der Wanderhändler, also das obere Sauerland, mit Waren versorgten. Hier sind zum Beispiel die Weinhändler zu nennen, außerdem Lederhosenhändler und Salzhändler. Diese Händlergruppen findet man jedenfalls in den Kopfschatztabellen von 1717 und von 1784.

### Rechtsformen des Handels

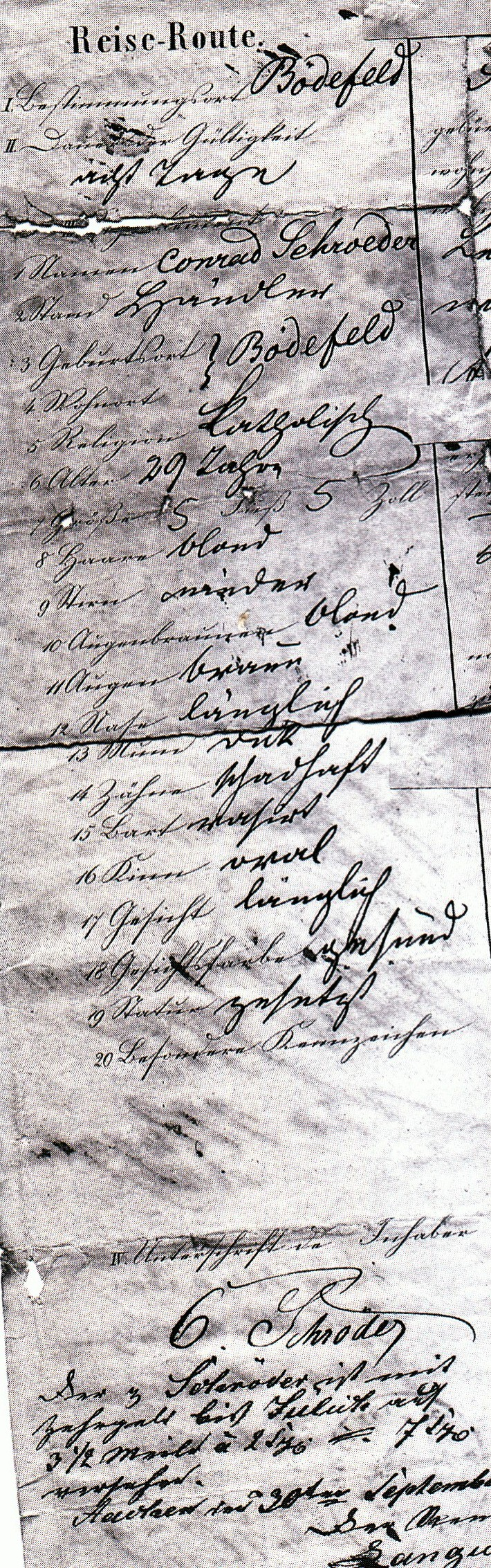
Wanderpass des Conrad Schröder aus Bödefeld vom 30. September 1844

Zumeist waren die Sauerländer Handelsleute so genannte Fremdhausierer. Diese stellten nämlich die Waren, die sie verkauften, nicht selbst her. Es gab wohl vom Produzenten abhängige Händler, aber das scheint eher die Ausnahme gewesen zu sein. Erst gegen Ende des 19. Jahrhunderts gab es in Winterberg und Niedersfeld vier Woll- und Wirkwarenfabrikanten, die insgesamt 10 von ihnen abhängige Händler beschäftigten. Diese allerdings belieferten vor allem Geschäftsleute und nur auf Bestellung. Sie waren damit vielmehr Handelsreisende mit Musterkollektionen.
Die wichtigste Rechtsform war die der Einzelhausierer. Hierbei handelte es sich um „Einzelgänger“, die gelegentlich mit einem Gehilfen (der nicht selbständig handelte) durchs Land zogen. Aus einem Gehilfen konnte, wenn er genug Erfahrung und Mut besaß, selbst wieder ein Einzelhausierer werden. Daneben gab es „Kompanien“, Zusammenschlüsse selbständiger und meist gleichberechtigter Hausierer. Mindestens für das 19. Jahrhundert sind sie nachweisbar, sehr früh in Winterberg und in Fredeburg. Weit verbreitet waren diese Kompanien bei den Eisen- und Stahlwarenhändlern. Ihre Größe schwankte zwischen zwei und sechs Personen. Häufig gab es Familien-Kompanien. Bei den Textilhändlern handelten im 20. Jahrhundert meist Vater und Sohn gemeinsam. Diese Kompanien brachen auseinander, wenn der Vater aus gesundheitlichen Gründen ausschied.
Daneben gab es „Kolonnen“, Gruppen von Lohnhausierern, die von einem oder mehreren selbständigen Handelsmännern beschäftigt und entlohnt wurden. Diese wurden als „Knechte“, „Gehilfen“ oder „Warenträger“ bezeichnet. Der Übergang zum selbständigen Handelsmann war auch hier möglich, wenn der Lohnhausierer selbst Verkaufstalent bewiesen hatte. Nicht jeder hatte das Geschick zum Handelsmann. Oft gingen junge Männer mit erfahrenen Händlern in die Fremde, um ihr Verhandlungsgeschick zu testen. Wenn es gelang, so konnte dies auf Dauer Selbständigkeit, Wohlstand und Ansehen im Heimatort bedeuten.
Um 1820 zählten die meisten Kolonnen zwei bis drei Mann. Im Laufe des 19. Jahrhunderts wurden sie in der Regel größer. Zu Beginn des 20. Jahrhunderts waren die meisten Kolonnen vier bis fünf Mann stark. Die größten Kolonnen, wohl eher Ausnahmen, waren 20 bis 30 Mann groß. Hier handelte es sich vor allem um Eisenhändler. Bei den Holzhändlern gab es zu Beginn des 19. Jahrhunderts noch Kolonnen von bis zu fünf Leuten. Um 1900 gingen die Holzhändler in der Regel alleine, vermutlich wegen der geringen Gewinnspanne. Textilhändler zogen meist allein oder mit Kompagnons. Gehilfen hatten sie schon einmal aus der eigenen Familie. Erst ab etwa 1930 hatten sie schon einmal Gehilfen aus den Handelsgebieten. Bis dahin kamen sie ausschließlich aus dem oberen Sauerland.
Vor 1800 scheint der Wanderhandel nicht besteuert worden zu sein. Eine Besteuerung der Hausierhändler erfolgte in Preußen erstmals ab 1821. Der Höchststeuersatz betrug 12 Reichstaler pro Jahr. Nicht alle hatten diesen Satz zu zahlen, zum Beispiel die Händler mit irdenen Waren, die in aller Regel sehr arm waren. Die Besteuerung war an einen Gewerbeschein gebunden, den aber noch längst nicht jeder Händler erwarb, da Kontrollen staatlicherseits lange Zeit nur schwer durchzuführen waren.

### Handelsgebiete und Kundenkreis
Im Einzelnen sind die Handelsgebiete nur schwer nachweisbar. Es scheint aber traditionelle Handelsgegenden gegeben zu haben. Für die Winterberger war eines dieser Gebiete im 18. und 19. Jahrhundert Westfriesland. So gab es vielfältige verwandtschaftliche Beziehungen nach Leeuwarden, wie Kirchenbücher der Katholischen Pfarrei in Winterberg belegen. Hiernach war ein anderes wichtiges Handelsgebiet Holstein.
1772 lässt sich Kortrijk als Niederlassung von westfälischen, vermutlich sauerländischen Sensenhändlern, nachweisen. Bis ins 20. Jahrhundert war dies ein wichtiges Handelsgebiet.
Hauptabsatzgebiet der eher geringen Leinwandproduktion war um 1820 ebenfalls die Niederlande. Dabei scheint es auch lange Zeit geblieben zu sein. Ab 1895 erhoben die Niederlande einen Einfuhrzoll in Höhe von 10 % auf alle aus dem Ausland eingeführten Textilien. Dadurch verschlechterten sich die Handelsbedingungen der Leinwarenhändler.
Leinenhändler aus Bigge ließen sich ab 1793 nieder in Heerenveen. Sie verkauften ihre Produkte vor allem in die vier nördlichen Provinzen Friesland, Groningen, Drenthe und Overijssel, wo sie gerne gesehen waren. Diese Familien-Kompanie bestand anfangs aus ca. sechs Familienmitgliedern mit vier Knechten, ab Mitte des 19. Jahrhunderts aus bis zu 17 Knechten.

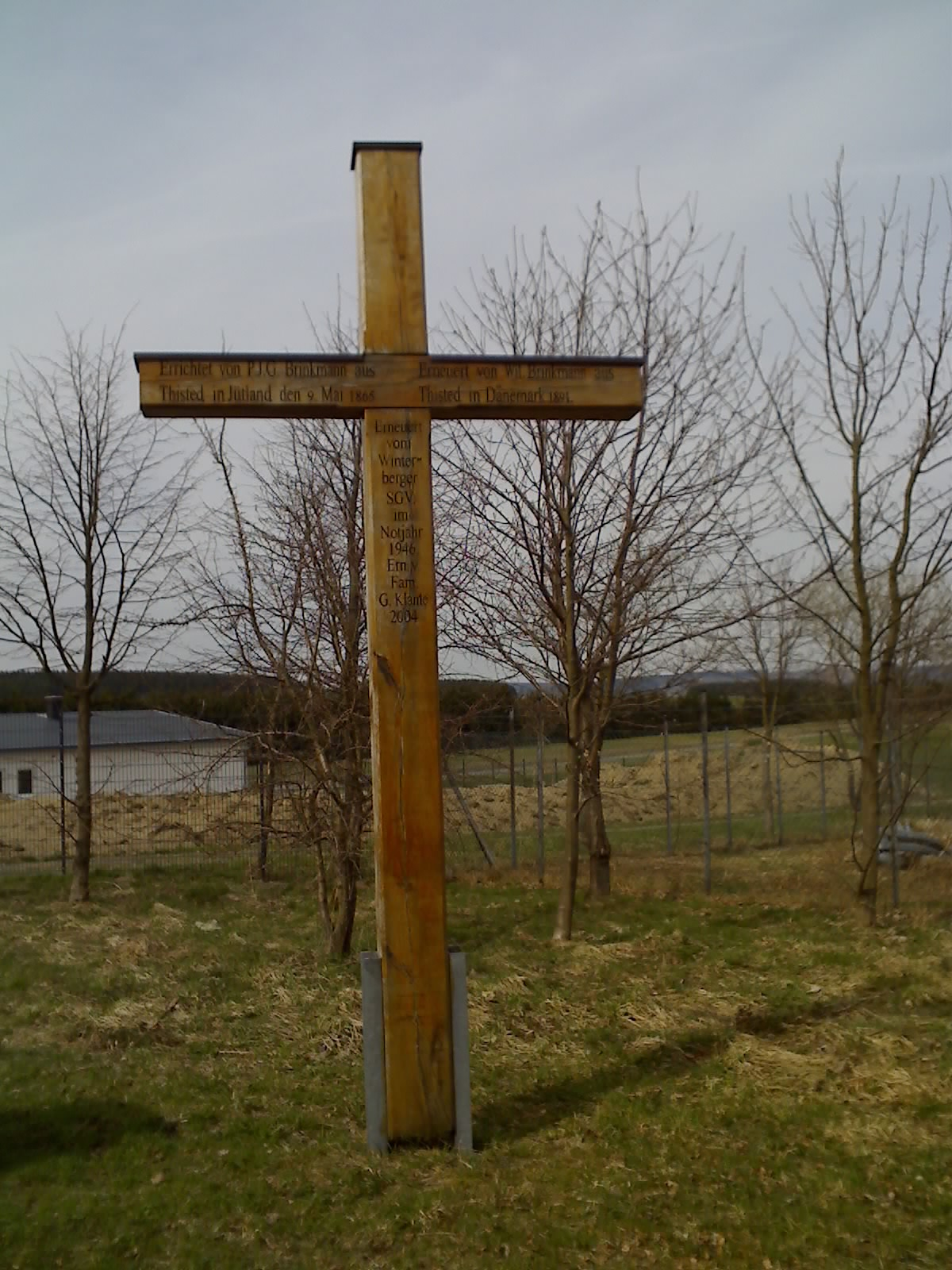
Holzkreuz eines in Dänemark lebenden Winterberger Wanderhändlers

Der Eisenhandel Winterberger Handelsleute lässt sich zum Beispiel anhand von Verkaufslisten der Hagener Firma Harkort belegen. So waren um 1750 Königsberg, Danzig und Pillau wichtige Lieferorte der Firma für ihre Produkte. Handelsgebiete waren demnach vermutlich Ost- und Westpreußen. Die Anlieferung erfolgte auf Kosten des Produzenten über Duisburg, Amsterdam und Lübeck, vermutlich per Schiff über Flüsse und übers Meer. Ein Eisenwarenhändler aus Oberschledorn ließ sich vermutlich über Land von dieser Firma Sensen nach Berlin liefern. Seine Vertriebsgebiete lagen wohl vermutlich um Berlin herum in Brandenburg.
Um die Mitte des 19. Jahrhunderts scheinen die Händler aus Bödefeld vor allem Belgien und die Niederlande, die aus Fredeburg das Rheinland und den Niederrhein, die aus Silbach, Grönebach und Hildfeld Pommern, Posen, Schlesien und Schleswig-Holstein mit ihren Waren beliefert zu haben. Die Hildfelder handelten ebenso wie die aus Elkeringhausen in Österreich-Ungarn bis hin ins Banat, in Russland und in Bayern. Niedersfelder Kram- und Eisenwarenhändler handelten in Holland, Württemberg, Baden und in Bayern. Hingegen reisten die Tuchhändler ins Märkische (in die Kreise Iserlohn und Hagen) sowie ins Rheinland. Sensenhändler aus Siedlinghausen wanderten bis nach Nordfrankreich und nach Belgien. Die Holzhändler aus Nordenau, Altastenberg und Lenneplätze zogen ins Münsterland, in die Niederlande und nach Ostfriesland. Am Ende des 19. Jahrhunderts lagen die Absatzgebiete im Norden, Osten und in der Mitte Deutschlands. Besonders stark waren sie in den landwirtschaftlichen ostelbischen preußischen Provinzen vertreten. Darüber hinaus spielten vor allem Dänemark und Holland als Absatzgebiete eine Rolle.
Üblicherweise mussten die Sensenhändler weitere Gebiete als die übrigen Händler besuchen, da nicht jedes Jahr dieselben Bauern neue Sensen brauchten. Anders als die Händler aus Wittgenstein, die alle in dieselben Gegenden zogen und sich gegenseitig große Konkurrenz bereiteten, scheinen die Sauerländer schön früh Absprachen über Handelsgebiete getroffen zu haben. So kam es, dass die Wittgensteiner gegen die Sauerländer unterlagen. Offenbar bestand gegen Ende des 19. Jahrhunderts diese Gebietsaufteilung nicht mehr in einer strengen Form, weil wachsender Konkurrenzdruck ein Ausweichen auch auf „Nachbargebiete“ erzwang. Dennoch scheint man auch weiterhin um Gebietsabsprachen bemüht gewesen zu sein, um den Konkurrenzdruck abzumildern.
Im 20. Jahrhundert wurden im Ausland die Handelsbestimmungen ungünstig für die Hausierer, vor allem wegen des abnehmenden Ansehens des Deutschen Reiches in den benachbarten Ländern. Vor allem ab 1933 kam der Handel dorthin schon bald zum Erliegen. Zu Beginn des Zweiten Weltkrieges wurde noch berichtet, dass die Sauerländer Handelsmänner mit Sensen und Galanteriewaren nach Schlesien, Pommern, Bayern und sogar bis nach Holland gezogen seien. Der Einmarsch der Wehrmacht in die Niederlande im Mai 1940 beendete dies jedoch nachhaltig.
Die wichtigsten Abnehmer für alle Waren waren die ländlichen Bewohner. In Ostdeutschland waren das vor allem Landarbeiter und polnische Saisonarbeiter. Der Sensenverschleiß trug zu einer berechenbaren Nachfrage bei. In der Regel wurde alle 2–3 Jahre eine neue Sense benötigt. So war ein wichtiges, wenn nicht entscheidendes Verkaufsargument, die Qualität der Solinger Stahlwaren. Die Verbreitung der Mähmaschine etwa ab 1920 schränkte den Kundenkreis dann allerdings stark ein.

### Transport der Güter
Da die Wanderhändler vielfach zu Fuß unterwegs waren, konnten sie nur wenige Waren mit sich nehmen. Ein eigenes Fuhrwerk war allein schon wegen der lange Zeit schlechten Wege unwirtschaftlich. Die Eisenbahn stand erst ab der 2. Hälfte des 19. Jahrhunderts zur Verfügung. Deshalb hatten Händler vielfach Warenlager im Handelsgebiet. So ließen sich zum Beispiel Winterberger Sensenhändler im 18. Jahrhundert vom Eisenproduzenten Harkort seine Eisenwaren auf dessen Kosten an einen Zielort transportieren.

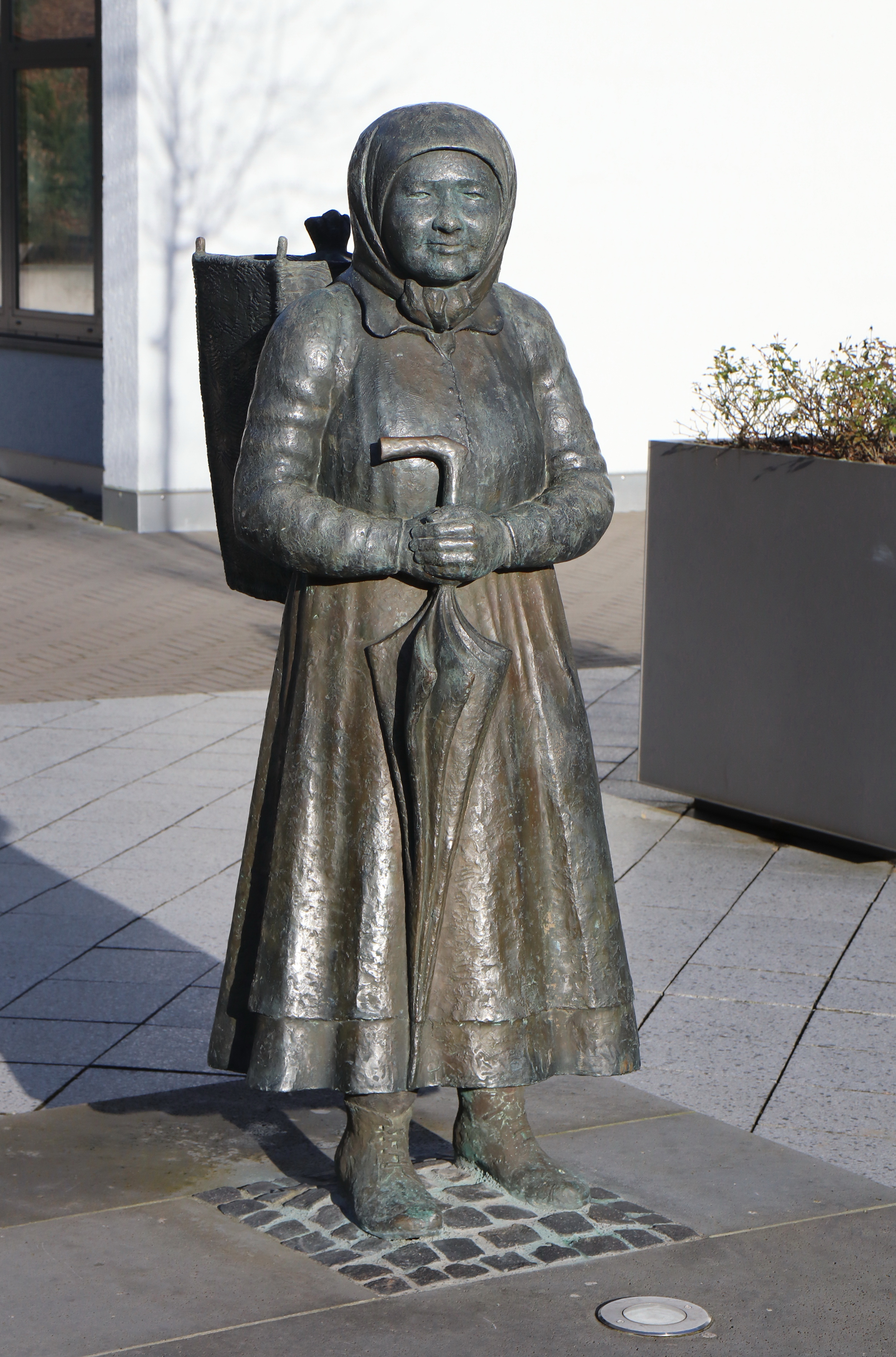
Skulptur Kiepenlisettken von Waldemar Wien in Schalksmühle

Zumindest einen Teil der Waren trugen die Wanderhändler mit sich. In diesem Fall war ein wichtiges Transportmittel die Kiepe. Das war ein leichter, etwa 1 Meter hoher Bretterkasten mit seitlich angebrachten Schubladen. Daher stammt auch der Begriff „Kiepenkerle“ oder „Kastenmänner“ zur Bezeichnung der Wanderhändler. Dieses Transportmittel scheint aber keine Besonderheit der Sauerländer Hausierer gewesen zu sein.
Diese Kästen wurden aufgegeben, sobald eine Spezialisierung auf Sensen und Sicheln erfolgte. Diese wurden in wasserdichtes Wachstuch, Leder oder gummiertes Leinen eingewickelt. Aufeinander gelegt entstand ein längliches Paket, Violine („Vigeleyne“) genannt, das wie ein Gewehr über die Schulter gelegt wurde. Kleinere Teile wie Messer oder Scheren wurden in Handkoffer oder Rucksack verpackt.
Die Holzwarenhändler behielten bis zum Schluss die Kiepe bei. Die Leinenhändler gaben die Kiepe spätestens zum Ende des 19. Jahrhunderts zugunsten eines Leinensackes auf.
Pferd und Fuhrwerk waren bis zum Ende des 19. Jahrhunderts unüblich, denn wer diese nutzte, musste einen erhöhten Gewerbesteuersatz bezahlen. Zudem war es durch die Unterhaltskosten ein aufwändiges Transportmittel. Daher setzten dies nur Händler mit Eisen-, Stahl, Textil-, Kram und Kurzwaren ein. Um Betriebskosten zu senken, verblieb das Fuhrwerk im Handelsgebiet. Ortsansässige Gastwirte oder Landwirte durften es gegen Aufbringung der Unterhaltskosten nutzen.
Zu Beginn des 20. Jahrhunderts wurde das Fahrrad als Transportmittel sehr beliebt. Es war erschwinglich, auch im Zug gut zu transportieren und leicht zu fahren, vor allem in den flachen Gebieten Norddeutschlands. Ab etwa 1920 kam das Motorrad hinzu. Der etwa ab 1930 aufkommende Einsatz des Autos wurde durch den Zweiten Weltkrieg abrupt beendet. Da es nach 1945 kaum noch Wanderhandel gab, erhielt es nie die Bedeutung der anderen Transportmittel.

### Warenlager
Mit den vorhandenen Möglichkeiten zum Warentransport konnte nur ein geringer Teil der Waren mitgenommen werden. Umso wichtiger war der Einsatz von Warenlagern, bei den Händlern „Niederlagen“ genannt. Daher mieteten die meisten Wanderhändler solche Lager im Handelsgebiet an. Mit Sicherheit sind solche Lager zu Beginn des 19. Jahrhunderts nachweisbar. Vermutlich gab es sie wesentlich früher, wie die Lieferung von Eisenwaren ins Handelsgebiet im 18. Jahrhundert vermuten lässt. Gerne wurden Lager in einem Gasthof angenommen. Neben der Aufbewahrung der Waren diente das Lager oft auch als Büro sowie Schlaf- und Aufenthaltsraum. Eine Vererbung vom Vater auf den Sohn war üblich.
Durch einen recht engen Kontakt zwischen Handelsmann und Gastwirt kamen Heiraten von Händlern mit Verwandten des Gastwirtes häufig vor. Dieser erhielt auch schon einmal Vollmachten, zum Beispiel zur Warenannahme oder zum Umtausch beanstandeter Ware. Aus den Warenlagern der Textilhändler entwickelten sich in einigen Fällen Verkaufsstellen und daraus sogar feste Ladengeschäfte, so dass die Hausierer zu „sesshaften“ Geschäftsleuten wurden.

### Zeiten des Handels
Gehandelt wurde fast ausschließlich im Winterhalbjahr. Im Winter bestand die günstigste Gelegenheit, die Kunden anzutreffen. Kunden waren häufig Bauern. In der Erntezeit hatten sie oft keine Zeit für Handelsgespräche, weil sie dann zumeist auf den Feldern arbeiteten. Im Winter jedoch waren sie überwiegend auf ihrem Hof anzutreffen.
Eine Ausnahme gab es zu Anfang des 19. Jahrhunderts, als Bettelhausierer versuchten, ihre Waren wann eben möglich loszuwerden. Das waren oft alte, gebrechliche Personen, die mit Kram-, Holz- oder irdenen Waren herumzogen. Sie verkauften nur im näheren Umkreis ihrer Wohnorte.
Die durchschnittliche Handelssaison schwankte im 19. Jahrhundert zwischen vier Monaten (Textilwaren) und fünf Monaten (Eisenwaren) pro Jahr. Dabei scheint die Entfernung der Handelsgebiete Einfluss auf die jährliche Handelsdauer gehabt zu haben. Diejenigen, die in Nachbargebieten handelten, waren oft nur drei bis vier Monate im Jahr unterwegs, während die am weitesten Handelnden bis zu neun Monate im Jahr von zu Hause weg sein konnten. Hier gibt es das Beispiel eines Handelsmannes aus Elkeringhausen, der 1853 in Österreich-Ungarn handelte.
Im 20. Jahrhundert spielte mit Aufkommen der Eisenbahn die Entfernung der Handelsgebiete eine immer geringere Rolle für die Handelssaison. Der Beginn lag jetzt meist zwischen Mitte Oktober und Martini (11.11.), wenn die eigenen landwirtschaftlichen Arbeiten abgeschlossen waren. Um der Konkurrenz zuvorzukommen, wurden die anderen Hausierer nicht aus dem Auge gelassen. Manch einer ließ dann seine Arbeit liegen und stehen, wenn der Aufbruch einzelner Handelsleute ruchbar wurde. Einzelne Handelsleute empfanden diese Situation wie eine Mobilmachung.
Händler ohne eigene heimische Landwirtschaft blieben meist länger im Handelsgebiet (meist bis Pfingsten). Die anderen kehrten nach Möglichkeit um Ostern zurück, um schnell die Felder zu bestellen, und anschließend noch einmal ein bis zwei Monate auf Handel zu gehen. Über die Jahrzehnte betrachtet verlängerte sich die Handelssaison aufgrund zunehmender Konkurrenz immer mehr. So betrug die durchschnittliche Handelssaison im 20. Jahrhundert für alle Waren etwa 6 Monate pro Jahr. Viel mehr war nicht sinnvoll, da dann zum einen die Kunden nur schwer erreichbar waren und andererseits die Aufwendungen für Verpflegung und dergleichen in keinem sinnvollen Verhältnis zu den Einnahmen standen.
Die Textilhändler aus Bigge brauchten zwei Wochen um ihr Reiseziel in Friesland zu erreichen. Sie machten diesen Fußmarsch zweimal im Jahr. Von März bis Anfang August und von Mitte September bis Weihnachten waren sie nicht zu Hause. Erst ab 1868/1869 wurde dieselbe Reise dann in zwei Tagen mit der Bahn gemacht.
Für den Fußmarsch nach Holland benötigte ein Händler vom oberen Sauerland aus fünf Tage. Mit dem Ausbau der Eisenbahn brauchte er nur noch zwei Tage. Seitdem der Bahnanschluss in Bigge-Olsberg (heute Olsberg) bestand, dauerte seine Reise an den Zielort nur noch einen Tag. Nach Rügen war ein Händler mit der Postkutsche um 1890 bis zu drei Wochen unterwegs, mit der Eisenbahn um 1925 nur noch zwei Tage. Ein Sauerländer Wanderhändler, der in Österreich-Ungarn handelte, brauchte 1853 für seine Wanderung nach Budapest bald zwei Monate.

### Sozialgeschichtliche Aspekte
Grundsätzlich waren die Wanderhändler Männer. Im 19. Jahrhundert ergriffen meist die Söhne den Beruf des Vaters. Sie wanderten nach dem Ende der Schule zunächst als Gehilfe mit und machten sich dann nach einiger Zeit selbstständig. Der jüngste Sohn übernahm beim Rückzug oder Tod des Vaters dessen Handelsbezirk. Er war aber auch zum Unterhalt der Eltern verpflichtet. Die überwiegende Zahl der Wanderhändler war verheiratet und hatte Familie. In wirtschaftlicher Hinsicht gab es erhebliche Unterschiede. Eine kleine Gruppe mit einem Vermögen bis zu 30.000 Mark konnte für die regionalen Verhältnisse als sehr wohlhabend gelten. Eine weitaus größere Gruppe hatte allerdings ein weitaus geringeres Vermögen. Fast alle verfügten jedoch über ein eigenes Haus und eine kleine Landwirtschaft. Diese wurde dabei überwiegend von den weiblichen Angehörigen des Haushaltes betrieben. Darüber hinaus bezahlten die Wanderhändler kleine Landwirte für Gespanndienste und ähnliche Arbeiten. Für diese bedeutete dies eine beträchtliche Nebeneinnahme und ermöglichte es, den eigenen Besitz zu halten.

### Mobilität der Händler
Im Bewusstsein der Händler und ihrer Angehörigen hatte die Zeit der Abwesenheit einen großen Einfluss auf das alltägliche Leben. Die überaus großen Entfernungen, aber auch der Wagemut der Handelsleute, kommen in einem kurzen Reim zum Ausdruck. So stand auf Notgeld-Scheinen nach dem Ersten Weltkrieg, die in Winterberg gedruckt wurden, zu lesen: „Kolumbus als er ging an Land, wer kam da angelaufen? Ein Winterberger Handelsmann, und wollt’ ihm ’was verkaufen.“
Im Vergleich dazu hatten es die Händler, die in die Soester Börde zogen, erheblich näher und konnten somit auch viel schneller das Handelsgebiet erreichen. Dies spiegelt sich in dem (mündlich überlieferten) Spruch wider: „Mal eben nach Soest gehen“ („eben emol no Saust choän“). Die Entfernung zwischen Winterberg und Soest beträgt etwa 60 Kilometer.

### Geheimsprache
Die Handelsleute gebrauchten untereinander oft eine Geheimsprache, das „Schlausmen“ oder „Slausmen“, eine Mischung aus Jiddisch und Niederdeutsch.
| Wörterbuch |               |
| Begriff    | Bedeutung     |
| Masematte  | Handelsmann   |
| Baukert    | Bürgermeister |
| Jack       | Gewerbeschein |
| Uskes      | Wirtshaus     |
| Krüwwe     | Warenkasten   |
| Riäpp      | Sensenkasten  |
| Poscher    | Pfennig       |
| Mailocher  | Taler         |
| Goie       | Frau          |
| Rüspes     | Stroh         |